# Castell de Ravós
El Castell de Ravós és situat sobre un petit turó al marge dret del riu Terri. Inclou dins el seu recinte l'església de Sant Cugat que en va ser la capella. Segons Riquer i Monreal, formava part de la línia defensiva situada al nord de Girona, que a més era completada pels castells de Medinyà i Sant Julià de Ramis.

## Història
Històricament, cal identificar el castell palau de Ravós amb el «castrum de Rogationibus» que depenia de l'ardiaca de Girona. Aquest ardiaca sovint rebia el nom d'ardiaca de Ravós pel fet de posseir la senyoria del lloc i del seu castell. L'any 1144 es troba documentat un «Arnaldus de Rogationibus levita». El 1296 hi ha un esment del «stallio et castllania de Rogacionibus» que era propietat de la seu de Girona. Bernat de Vilamarí (que va ser bisbe de Girona de 1292 a 1312) va cedir els drets sobre el castell a Ramon de Vilaric, que els va enfeudar als senyors de Palol de Revardit. El 1316 és mencionat el «castrum» d'aquest lloc. Durant molt temps, per tant, fou de senyoria eclesiàstica. Amb la desamortització, al segle xix, (1835), el castell va passar a mans civils i es va convertir en pagesia. Ha estat restaurat modernament.
El nom de «Rogationibus» anà evolucionant; l'any 1272 era anomenat «Rabedonibus», més tard «Rabonibus» i, finalment, «Ravós».

## Arquitectura
És un edifici de planta trapezoïdal amb quatre torres rodones als angles i merlets i pati interior, creat a partir de l'església que resta al seu interior adossada al mur de tramuntana. Conserva bona part de l'estructura de la façana de llevant i de migdia amb dues torres de planta circular, en una d'elles encara es conserva la coberta. Les parets són de maçoneria que és arrebossada a les façanes i les cobertes són amb teula àrab a diverses vessants. A la part superior de la façana de llevant es conserven restes de merlets. L'accés principal és situat a la façana de migdia, és un gran portal amb llinda de dovelles tallades en regràs, és a dir, que el gruix per la part de l'extradós és més gran que per la de l'intradós. A l'interior el castell consta de planta baixa i dos pisos.
Fou construït durant els segles XII-XIII i, sofrí nombroses reformes i modificacions durant el segle xiv i també en època moderna.

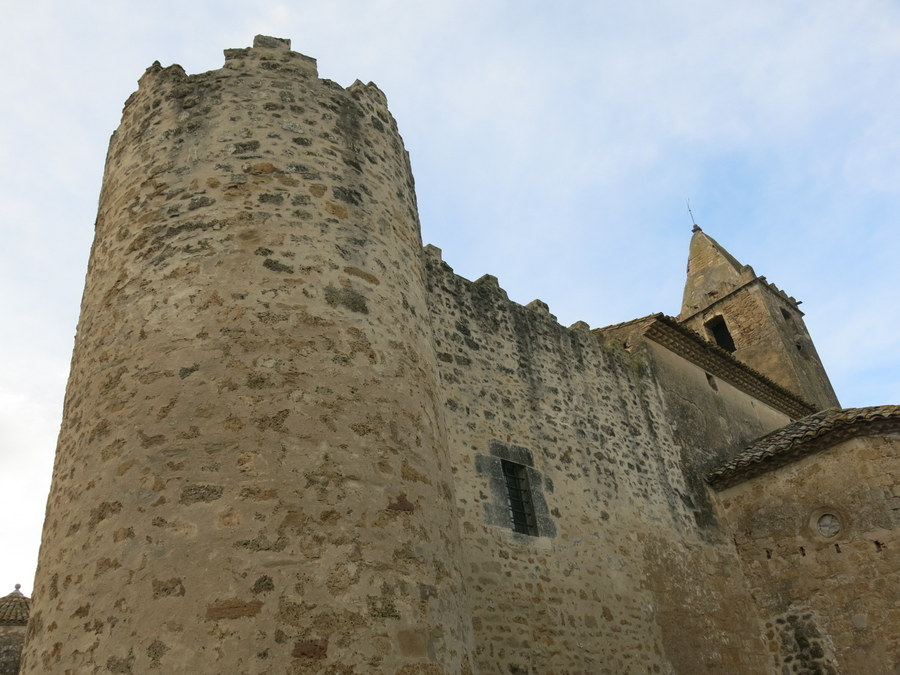
Torre amb coberta original. A la dreta, part de l'absis i el campanar de l'església de Sant Cugat (2016)

### Sant Cugat de Ravós: Pintures murals
Les pintures murals de l'església de Ravós es van redescobrir a la dècada dels anys vint del segle passat i la forta oposició dels veïns del poble i del Bisbat va impedir que se'ls enduguessin a un museu de Girona o Barcelona.